# Hoàng Hối Khanh
Hoàng Hối Khanh (chữ Hán: 黃晦卿, 1362-1407) là quan nhà Hồ trong lịch sử Việt Nam, người huyện Lệ Thủy, tỉnh Quảng Bình, Việt Nam.

## Đại thần nhà Hồ
Hoàng Hối Khanh đỗ Thái học sinh đời Trần Thuận Tông. Bấy giờ nhà Trần đã suy yếu, quyền hành trong tay Hồ Quý Ly.
Tháng 8 năm 1391, uy quyền của Hồ Quý Ly ngày một to lớn, các tướng ở Hóa Châu là Phan Mãnh và Chu Bỉnh Khuê cùng nhau bàn luận về việc Hồ Quý Ly sắp lấy ngôi nhà Trần. Hoàng Hối Khanh và Đặng Tất viết thư báo cho Quý Ly biết, Quý Ly bèn giết hai người ấy và bổ dụng Hoàng Hối Khanh làm Chính hình viện đại phu và Đặng Tất làm Châu phán.
Năm 1400, Hồ Quý Ly cướp ngôi nhà Trần, lập ra nhà Hồ, đổi tên nước là Đại Ngu. Hoàng Hối Khanh được trọng dụng.
Năm 1404, để tăng cường kiểm soát nhân khẩu cho việc gọi lính, ông dâng lên kế sách lên Hồ Quý Ly lập hộ tịch rồi yêu cầu nhân dân kê khai, ghi tên các nam thiếu niên từ 12 tuổi trở lên, chép vào sổ bộ để thống kê số trong toàn quốc.
Hoàng Quảng Thành, thổ quan châu Tư Minh, tâu với vua Minh Thành Tổ (Chu Lệ) rằng Lộc Châu nguyên là đất cũ của châu Tư Minh. Minh Thành Tổ sai người sang Đại Ngu đòi trả lại đất Lộc Châu cho châu Tư Minh, nhưng Quý Ly không nghe. Năm 1405, Chu Lệ lại sai sứ thần sang đòi, Quý Ly không thể từ chối, bèn cho Hối Khanh làm sung cát địa sứ để giao đất. Hối Khanh đem đất 59 thôn ở Cổ Lâu trả cho nhà Minh. Khi ông trở về, Hồ Quý Ly quở trách ông trả đất quá nhiều. Sau đó, những thổ quan do nhà Minh đặt ra để giữ đất mới nhượng ấy, Quý Ly ngầm sai người bản thổ đánh thuốc độc cho chết.
Tháng 9 năm 1405, Hồ Quý Ly sai ông đốc suất dân phu đắp thành Đa Bang (huyện Ba Vì, tỉnh Hà Tây ngày nay) để phòng chống quân Minh xâm lược.
Nhân lúc nhà Hồ chưa ổn định, Chiêm Thành quấy rối phía nam. Hồ Quý Ly sai Hoàng Hối Khanh làm Tuyên uý sứ trấn thủ cả vùng Thăng Hoa. Đến Thăng Hoa, Hối Khanh chọn Đặng Tất, Phạm Thế Căng và Nguyễn Lỗ giúp việc cho mình.

## Không hàng quân Minh
Nhà Minh đem quân sang xâm chiếm nước Đại Ngu, cha con Hồ Quý Ly thua chạy vào nam, bị quân Minh đuổi gấp, bèn viết thư cho Hoàng Hối Khanh, sai lấy một phần ba số dân Việt di cư khi trước mới đến khẩn hoang ở Thăng Hoa, gộp với quân lính địa phương làm quân "cần vương" giao cho Nguyễn Lỗ, lại phong cho người Chiêm là Chế Ma Nô Đà Nan làm Thăng Hoa quận vương để vỗ về dân Chiêm tại đây. Tuy nhiên, ông đã giấu việc đó đi không cho mọi người biết.
Tháng 6 năm 1407 cha con Hồ Quý Ly bị quân Minh bắt. Chiêm Thành nhân đó mang quân đánh chiếm lại Thăng Hoa, dân mới di cư đến tan rã bỏ chạy, Hoàng Hối Khanh không chống nổi phải rút về Hoá châu.
Tình hình càng thêm rối ren. Đặng Tất về theo bằng đường thủy về trước, Nguyễn Lỗ đi đường bộ về sau. Lỗ vốn có hiềm khích từ trước với Đặng Tất, Trấn phủ sứ Thuận Hoá là Nguyễn Phong về phe với Lỗ ngăn không cho Đặng Tất vào thành. Tất đánh giết được Phong rồi sau đó cùng Lỗ giao chiến hơn 1 tháng, đánh bại Lỗ. Lỗ chạy sang Thăng Hoa đầu hàng Chiêm Thành và được trọng dụng. Hoàng Hối Khanh bèn giết hết gia đình Lỗ.
Theo Đại Việt Sử ký Toàn thư, trước đây Hoàng Hối Khanh đã cùng với dân Nghĩa châu (vùng đất mới lấn của Chiêm Thành) thề nguyền. Đặng Tất cũng về phe với ông, còn Nguyễn Lỗ không cùng phe và không dự thề. Với sự việc này, Việt sử Tiêu án lại chép khác một chút: "Lúc Hối Khanh trở về Hóa Châu, có lời thề với dân chúng, Lỗ biết Tất cùng Hối Khanh có ý đồ khác, lánh mặt không dự thề".
Chế Ma Nô Đà Nan cô thế bị quân Chiêm giết chết. Chiêm Thành thừa thế tiến lên đánh Hoá châu, trong khi đó quân Minh sau khi bắt cha con họ Hồ cũng tiến vào "bình định" Hoá châu. Phạm Thế Căng đón quân Minh ở Nghệ An xin hàng. Tướng Minh là Trương Phụ cử Đỗ Tử Trung đi dụ Hoàng Hối Khanh và Đặng Tất. Hối Khanh bỏ trốn. Bị kẹp giữa hai kẻ địch, Đặng Tất phải tạm hàng quân Minh để ngăn quân Chiêm bắc tiến, được Trương Phụ cho giữ chức Đại tri châu Hoá châu như cũ.
Tạm yên phía bắc, Đặng Tất dồn sức đẩy lui được quân Chiêm. Sau đó Đặng Tất sai người đi tìm Hoàng Hối Khanh về bàn mưu chống quân Minh.
Tháng 7 năm 1407, Hối Khanh về đến cửa Hội, gặp gió to đánh vỡ thuyền, bị thổ binh theo quân Minh bắt được. Không muốn lọt vào tay quân Minh, ông bèn tự sát. Trương Phụ đem thủ cấp của ông ra bêu ở chợ Đông Đô. Lúc đó ông 46 tuổi.
Ngày nay ở xã Trường Thủy huyện Hà Thủy tỉnh Quảng Bình, phía tây bắc cách lăng Nguyễn Hữu Cảnh khoảng 1 km là lăng mộ Hoàng Hối Khanh và khu vực này cũng đã được công nhận là khu di tích lịch sử.

## Bình luận

### Bỏ Trần theo Hồ
Cũng như Đặng Tất, Hoàng Hối Khanh sống vào thời kỳ nước Đại Việt - Đại Ngu đầy biến động trước các biến cố cả bên trong lẫn bên ngoài. Nghiệp nhà Trần đã quá suy vi, các vua Trần đều yếu, hoàng thượng Nghệ Tông nhu nhược thiếu sáng suốt, những người cố cứu vãn như Trần Khát Chân đều không làm nổi, rốt cục bị hại. Ngả theo nhà Hồ không có nghĩa là Hối Khanh bất trung.

### Dâng đất
Trong sách Việt sử Giai thoại, Phó giáo sư Nguyễn Khắc Thuần nặng lời chê trách Hoàng Hối Khanh trong việc dâng đất cho nhà Minh. Tuy nhiên, công tâm xem xét, việc này không phải hoàn toàn do lỗi của ông.
Việc dâng đất cho nhà Minh, Hối Khanh làm theo lệnh của thượng hoàng Hồ Quý Ly, không phải tự ý ông giao nộp. Có lẽ ông cũng nhận ra ý đồ xâm chiếm của người Minh nên đã dâng nhiều đất để làm thoả lòng họ và hy vọng người Minh không xâm chiếm nữa. Việc làm của ông không khác gì tình cảnh như Ngô Thì Nhậm sau này nói: "Gặp thời thế, thế thời phải thế". Bởi vậy, sau sự việc này, Quý Ly vẫn trọng dụng ông.

### Văn thần chí tận
Hoàng Hối Khanh chỉ là văn thần nên khi làm tướng trong thời loạn, ông phải dựa vào các võ tướng như Đặng Tất, Nguyễn Lỗ, Phạm Thế Căng. Trong cảnh loạn ly, nước mất, bên ngoài thì hai đường đều có giặc (Minh – Chiêm), tại một góc Hoá châu nhỏ bé, 4 người này đã chọn bốn con đường khác nhau.
Nguyễn Lỗ hàng nước nhỏ Chiêm Thành hay xâm nhiễu. Phạm Thế Căng hàng nhà Minh to lớn đã chiếm đóng. Cả hai người này đều mưu "phú quý" với ngoại bang và rốt cục đều không tránh được cái chết ê chề. Đặng Tất là võ tướng tài ba lại ngoan cường nên tuy theo Minh mà lòng vẫn nhớ nước cũ. Hoàng Hối Khanh cũng mang chung một ý tưởng với Đặng Tất. Tuy nhiên, bởi ông không phải là tướng giỏi cầm gươm lên ngựa như Đặng Tất nên không thể chống nổi Chiêm Thành phải bỏ chạy. Vả lại, địa vị của ông vốn đã là quan đứng đầu một trọng trấn của nhà Hồ, cao hơn Đặng Tất, nên ông trở thành tâm điểm tầm nã của nhà Minh. Hoàng Hối Khanh thiếu sự cứng cỏi, mài giũa chí khí như Đặng Tất nên đã mang cái chết để báo nước. Cái chết của ông một phần vì không may sa vào tay giặc, mặt khác cũng phản ánh sự bất lực trước việc không hoàn thành sứ mạng Hồ Quý Ly giao trong cả hai việc: giữ đất Thăng Hoa giáp Chiêm và chống Minh. Ông không làm được như một văn thần nhà Hồ khác là Nguyễn Trãi, dù cũng từng bị người Minh cầm giữ khá lâu, vẫn nuôi được chí lớn để cứu nước sau này. Điều đó cũng có thể do một nguyên nhân khác nữa, vì Nguyễn Trãi thuộc thế hệ sau ông

### Hành trạng ở Hóa châu
Bình luận về hành trạng của ông ở Hóa châu, Việt sử Tiêu án của Ngô Thì Sĩ nặng lời chê trách:
"Hối Khanh là quan Hành khiển ra làm Đốc trấn, ủy nhiệm không phải là không trọng, người Minh xâm phạm nước Nam, cha con Hồ chạy lang bạt, Hối Khanh nhận được thư mà không phó cứu, chỉ nghênh ngang ở Ô Lý lập bè đảng làm việc riêng, chết ở Đan Thai là muộn rồi"
Tuy nhiên, sử sách chỉ chép việc Hoàng Hối Khanh có thề với dân Nghĩa Châu mà không nói rõ ông đã thề điều gì với họ. Đó có thể chỉ là sự giao kèo để lấy lòng dân ở một vùng mà chính quyền chưa "chắc chân" trước khi phải rời đất này rút về Hóa châu vì không chống nổi với quân Chiêm.
Đại Việt Sử ký Toàn thư và Việt sử Tiêu án đều ghi Nguyễn Lỗ biết ông và Đặng Tất có ý đồ khác nên không dự thề. Thực ra, cuộc tranh chấp giữa hai phe tướng ở Hóa châu là Hối Khanh - Đặng Tất và bên kia là Nguyễn Lỗ - Nguyễn Phong vốn chỉ là hiềm khích cá nhân từ trước và bất đồng quan điểm trong việc trấn trị. Điều đó có thể khiến ông không tin tưởng Lỗ và giấu lệnh của cha con nhà Hồ muốn giao quân "cần vương" cho Lỗ, chứ không phải ông muốn "lập bè đảng" không cứu nhà Hồ. Mặt khác, hoàn cảnh thực tế khi đó là dân di cư và dân bản địa vùng đất mới phía nam đều tan rã trước sự tấn công của Chiêm Thành. Do đó, dù muốn lập quân cần vương để tự mình cứu vua nhà Hồ, Hối Khanh cũng bất lực không thể làm được.
Xem hành trạng của ba người sau khi nhà Hồ mất thì thấy chính Lỗ là người phản trắc: hàng Chiêm rồi lại nghe lời dụ làm quan to của nhà Minh mà theo Minh. Nếu Lỗ là người thực sự vì nước Đại Ngu và việc chạy sang Chiêm chỉ vì bị Hối Khanh và Đặng Tất bức bách, Lỗ phải tự vẫn trước sự "câu thúc" của nhà Minh như Hối Khanh đã làm. Còn hành trạng sau đó của Hối Khanh và Đặng Tất đều đã sáng tỏ. Sách Khâm định Việt sử Thông giám cương mục ra đời sau này không chép việc "thề nguyền" giữa ông và người Nghĩa Châu.

### Tự vẫn ở cửa Hội
Chép về cái chết của Hối Khanh, các sách cũng ghi khác nhau. Sách "Lần giở trang sử Thuận Quảng" của Nhà xuất bản Đà Nẵng (2004) căn cứ vào sử sách cho rằng Đặng Tất bắt ông để nộp cho người Minh và ông đã tự vẫn. Tuy nhiên, các sách sử cổ Việt Nam đều chép không thật rõ ràng. Đại Việt Sử ký Toàn thư và Khâm định Việt sử Thông giám cương mục ghi: "Tất sai người đưa Hối Khanh về, đến cửa biển Đan Thai thì Hối Khanh tự vẫn". Việt sử Tiêu án lại ghi: "[Tất nghe tin người Minh đã đến Nghệ An, xin đầu hàng Trương Phụ]. Phụ sai người đưa Hối Khanh về, đi đến cửa biển Đan Thai, Hối Khanh tự vẫn". Tuy vậy, những điều trong sử sách ghi: "Tất sai người đưa Hối Khanh về" không có nghĩa là đưa về để giao nộp cho quân Minh, còn "Phụ sai người" không thể chắc chắn là Phụ sai Đặng Tất. Mặt khác, các sách sử cổ Việt Nam đều không nói rõ hành trạng của ông sau khi giết gia quyến Nguyễn Lỗ và tại sao ông lại được đưa về.
Sách "Danh nhân Bình Trị Thiên" (1986) dẫn theo Việt Kiệu Thư của Lý Văn Phượng thời nhà Minh chép việc này sáng tỏ hơn:
Trương Phụ chưa đánh tới Hóa châu, sai Đỗ Tử Trung đi chiêu dụ ông và Đặng Tất. Đặng Tất thuận ý hàng còn Hối Khanh bỏ trốn. Sau khi đánh lui quân Chiêm, Đặng Tất sai người đón Hối Khanh về bàn việc chống Minh. Đến cửa Hội thì gặp gió to, thuyền bị vỡ, Hối Khanh bị thổ dân theo quân Minh bắt.
Như vậy việc bỏ trốn của Hối Khanh tức là ông không muốn hợp tác với người Minh và điều đó khiến người Minh tầm nã ông để giết. Trương Phụ bêu đầu ông ở Đông Quan để dọa những người Việt trốn tránh không muốn hợp tác với quân Minh.
Cái chết của Hoàng Hối Khanh thể hiện tinh thần yêu nước không chịu khuất phục hoàn cảnh. Mặc dù bị một số sử gia mang nặng tư tưởng trung quân cổ hủ chỉ trích, nhưng hành động của ông dù sao vẫn đáng khen hơn hành động của Phạm Thế Căng và Nguyễn Lỗ, thậm chí hơn cả việc đưa tay chịu trói của cha con Hồ Quý Ly.

## Lăng mộ và miếu thờ
Tương truyền, khi còn tại chức, Hoàng Hối Khanh là một vị quan thanh liêm và hết mực lo cho dân nên sau khi ông mất, người đời vẫn luôn luôn tưởng nhớ. 
Đến đời vua Thiệu Trị thứ VI(1845), lăng mộ và miếu thờ của ông đã được xây dựng và từ đó về sau đã được nhân dân góp công góp sức trùng tu lại nhiều lần.
Lăng mộ ông nằm trên một khu đất gần núi An Mã, thuộc thôn Đại Giang, xã Trường Thủy, huyện Lệ Thủy. 
Miếu thờ tọa lạc trên một khu đất tại thôn Thượng Phong, xã Phong Thủy, huyện Lệ Thủy.